# 楼底镇
楼底镇，是中华人民共和国河北省石家庄市栾城区下辖的一个乡镇级行政单位。

## 行政区划
楼底镇下辖以下地区：
吴家屯村、樊家屯村、霍家屯村、王家屯村、夏户庄村、东尹村、楼底村、秦家庄村、于底村、北留营村、邵家庄村、西许营村、东许营村、西羊市村、段同村和段家营村。